# Birdman (canción de Ride)
«Birdman» es una canción de la banda de shoegazing británica Ride que aparece en el álbum Carnival of Light y que se publicó como sencillo en abril de 1994. Todas las canciones de su lado B aparecieron en la reedición del disco excepto «Rolling Thunder #2».
El sencillo fue producido por John Leckie, reconocido por su trabajo con grupos ingleses como The Stone Roses, The Verve y Radiohead.

## Lista de canciones
Todas las canciones escritas y compuestas por Andy Bell, excepto donde indica. 
| CD CRESCD 155 |                                    |          |  |
| N.º           | Título                             | Duración |  |
| 1.            | «Birdman»                          | 6:39     |  |
| 2.            | «Rolling Thunder #2»               | 1:06     |  |
| 3.            | «Let's Get Lost»                   | 3:54     |  |
| 4.            | «Don't Let It Die» (Mark Gardener) | 3:12     |  |
| 14:51         |                                    |          |  |

## Personal
- Mark Gardener: voz principal, voces, guitarra rítmica
- Andy Bell: voz principal, voces, guitarra solista
- Steve Queralt: bajo
- Laurence "Loz" Colbert: batería, percusión
- John Leckie: producción, mezcla
- Tom Sheehan: fotografía[3]

## Posición en las listas
| Año  | País        | Lista                 | Posición | Semanas en lista |
| ---- | ----------- | --------------------- | -------- | ---------------- |
| 1994 | Reino Unido | UK Singles Chart      | 38       | 2                |
| 1994 | Suecia      | Swedish Singles Chart | 33       | 1                |

## Rerefencias
1. ↑  Rabid, Jack. «Review: Ride – Birdman». Allmusic. Consultado el 9 de septiembre de 2019.
2. ↑  «Birdman EP». RIDE Digital archive (en inglés británico). 17 de abril de 1994. Consultado el 8 de septiembre de 2019.
3. ↑  «Ride - Birdman». Discogs. Consultado el 8 de septiembre de 2019.
4. ↑  «birdman | full Official Chart History | Official Charts Company». www.officialcharts.com (en inglés). Consultado el 8 de septiembre de 2019.
5. ↑  «swedishcharts.com - Ride - Birdman». swedishcharts.com. Consultado el 8 de septiembre de 2019.